# Pseudo-Johannes IV.
Der Pseudo-Johannes IV. Laskaris (mittelgriechisch Ψευδο-’Ιωάννης Δ’ Λάσκαρης; † nach 1262) war ein byzantinischer Usurpator in Bithynien gegen Kaiser Michael VIII. Palaiologos.

## Leben
Nach dem Tode Kaiser Theodors II. Laskaris und der Ermordung des Regenten Georg Muzalon hatte Michael Palaiologos im August 1258 im Kaiserreich Nikaia die Macht übernommen. Der unmündige Thronfolger Johannes IV. wurde zunehmend in den Hintergrund gedrängt. Nach der Rückeroberung von Konstantinopel 1261 ließ Michael VIII. den 11-Jährigen blenden und in der Festung Dakibyze am Marmarameer gefangensetzen. 
Als der Patriarch Arsenios Autoreianos den Palaiologen 1262 wegen des skrupellosen Vorgehens gegen den jungen Kaiser exkommunizierte, kam es in Nikaia zum Aufstand. Galionsfigur der Rebellen, die von den Akriten der Dörfer Trikokkia und Zygos unterstützt wurden, war ein junger Mann, der von sich behauptete, Johannes IV. zu sein. Um den Prätendenten als Anmaßer zu entlarven, sah sich Michael VIII. gezwungen, den echten Johannes IV. aus dem Gefängnis zu holen und öffentlich zu präsentieren. Der vorgebliche Johannes floh daraufhin zu den Türken. 
In einem auf 9. Mai 1273 datierten Reskript Karls I. von Anjou, Michaels VIII. Erzfeind, wird berichtet, Johannes IV. habe aus der Haft an den Königshof in Neapel fliehen können. Dem widerspricht das übereinstimmende Zeugnis der Chronisten Georgios Pachymeres und Nikephoros Gregoras, demzufolge sich Johannes IV. auch noch lange nach dem Tod Michaels VIII. (1282) als Mönch in Dakibyze aufhielt. Deno John Geanakoplos kommt zu dem Schluss, dass die Dokumente Karls I. als Propaganda dienen sollten, um die pro-laskaridische Fraktion in Byzanz auf seine Seite zu ziehen und die anti-angevinischen Stimmungen in der griechischen Bevölkerung in Süditalien zu beschwichtigen. Eine mögliche Identität dieses Pseudo-Johannes mit der Figur von 1262 muss offen bleiben. Ein weiterer falscher Johannes IV. trat 1305 in Konstantinopel auf.